# Commiphora planifrons
Commiphora planifrons là một loài thực vật có hoa trong họ Burseraceae. Loài này được (Schweinf.) Engl. mô tả khoa học đầu tiên năm 1883.